# Comuna Nove Misto, Starîi Sambir
Nove Misto (în ucraineană Нове Місто) este o comună în raionul Starîi Sambir, regiunea Liov, Ucraina, formată din satele Bonevîci, Horodîsko, Hrabivnîțea, Komarovîci, Nove Misto (reședința) și Posada-Novomiska.

## Demografie
Componența lingvistică a comunei Nove Misto
     Ucraineană (97,32%)
     Alte limbi (0,5%)
Conform recensământului din 2001, majoritatea populației comunei Nove Misto era vorbitoare de ucraineană (97,32%), existând în minoritate și vorbitori de polonă (2,11%).